# Romenthal
Romenthal ist ein Ortsteil des Marktes Dießen am Ammersee im oberbayerischen Landkreis Landsberg am Lech.

## Geografie
Das Staatsgut Romenthal liegt circa einen Kilometer nördlich von Dießen am Ammersee auf einem Höhenzug. 

## Geschichte
Romenthal wird erstmals 1315 als „Raumtal“ im Grund- und Salbuch des Klosters Dießen erwähnt.
Schließlich erwirbt das Kloster Dießen 1642 die angrenzende Schwaige.
Im Zuge des Spanischen Erbfolgekrieges wird das Gut 1704 zerstört.
Mit der Säkularisation 1802 fällt Romenthal an Kurbayern, die Schwaige wird jedoch bereits 1803 an einen Privatmann aus Raisting versteigert. Im Jahr 1937 erwirbt das Land Bayern die Schwaige, inzwischen befindet sich Romenthal jedoch wieder in Privatbesitz.

## Sehenswürdigkeiten
Auf dem Gutsgelände steht die Kapelle St. Anna, die im Auftrag von Probst Berchtold II. Wolf (1755–1799 in Dießen) von Johann Michael Fischer 1757 errichtet wurde.
Siehe auch: Liste der Baudenkmäler in Romenthal und Liste der Bodendenkmäler in der Gemarkung Rieden am Ammersee